# Водишек, Тони
Тони Водишек (словен. Toni Vodišek; род. 7 июня 2000, Изола) — словенский кайтсёрфер. Чемпион мира 2022 года, серебряный призёр Олимпийских игр 2024 года.

## Биография
Тони Водишек родился 7 июня 2000 года в словенской Изоле. Его отец также был кайтсёрфером и считается одним из «пионеров» этого вида спорта в стране — он даже рассматривался как один из кандидатов на участие в летних Олимпийских играх 2012 года, когда решался вопрос о включении кайтсёрфинга в олимпийскую программу, однако был вынужден закончить свою спортивную карьеру из-за травмы. Впервые Тони встал на доску в шестилетнем возрасте, а уже с девяти лет участвовал в соревнованиях по фристайлу. Как вспоминал сам спортсмен, когда его отец не смог продолжать соревноваться, он указал на лежавшую в гараже экипировку, сказав: «Настала твоя очередь!»
В 2015 году 15-летний Водишек стал серебряным призёром чемпионатов Европы и мира среди юниоров и прошёл квалификацию на Кубок мира-2015 по парусному спорту; по итогам дебютного для себя сезона Тони добрался до финала этих соревнований в классе «Формула Кайт». С 2016 по 2018 год он выиграл подряд три чемпионата Европы и мира среди юниоров, а также участвовал в соревнованиях среди взрослых, заняв шестое место на чемпионате мира 2017 года и седьмое — по итогам Кубка мира-2018. Водишек вошёл в состав команды Словении на летних юношеских Олимпийских играх 2018 года, где он стал знаменосцем своей страны на Церемонии открытия, а также завоевал серебряную медаль.
В 2019 году Водишек завоевал «серебро» в классе «Формула Кайт» на взрослом чемпионате Европы, что стало первой медалью в истории Словении на этом турнире. В 2020 году вместе со своей сестрой Мариной принял участие на чемпионате Европы среди смешанных команд, где пара заняла 10 место. В сезоне 2022 года впервые стал и чемпионом Европы (победителем соревнований стал спортсмен из Сингапура, поэтому чемпионское звание автоматически перешло лучшему европейцу — Тони Водишеку, занявшему второе место), и чемпионом мира.
Став вторым на чемпионате мира 2023 года, Тони Водишек квалифицировался на летние Олимпийские игры 2024, где дисциплина «Формула Кайт» дебютировала в рамках Игр. На Олимпиаде он дошёл до финала и в итоге завоевал серебряную медаль, уступив лишь Валентину Бонтусу из Австрии. На церемонии закрытия Олимпийских игр Тони Водишек и гольфистка Пиа Бабник стали знаменосцами словенской делегации.